# Eumantispa lombokensis
Eumantispa lombokensis is een insect uit de familie van de Mantispidae, die tot de orde netvleugeligen (Neuroptera) behoort. 
Eumantispa lombokensis is voor het eerst wetenschappelijk beschreven door Handschin in 1961.